# Chacarita Juniors SC
El Chacarita Juniors SC es un equipo de fútbol de El Salvador que juega en la Tercera División de El Salvador, la tercera categoría de fútbol en el país.

## Historia
Fue fundado el 9 de diciembre de 1922 en la ciudad de San Miguel, El Salvador con el nombre Chinameca SC y fue uno de los primeros equipos participantes en competiciones de fútbol a escala nacional, llegando a la final de la edición de 1924 la que perdieron contra el Hércules FC, aunque esta edición no fue considerada oficial.
Dos años después se convierte en campeón nacional, en el primer torneo oficial de la Primera División de El Salvador venciendo al Nequepio FC 2-1. Un año después llega a la final nacional pero es derrotado por el Hércules FC. Al finalizar el torneo desaparece.
El club es refundado en 2005 en la Tercera División de El Salvador, pero por problemas financieros y por el poco apoyo de los aficionados desaparece en 2010.
El club vuelve a ser refundado en 2014 en la Tercera División de El Salvador con su nombre actual.

## Palmarés
- Primera División de El Salvador: 1

1926

- Subcampeón Primera División de El Salvador: 1

1927